# Krsto Ljubičić
Rođen 20. ožujka 1915. godine u siromašnoj arbanaškoj obitelji od oca Krste i majke Dile (rođene Jovich), sa šestoro braće i sestara. Ubijen u 22. godini, 14. travnja 1937. godine kao student četvrte godine Pravnog fakultet u Zagrebu jer se tada javno deklarirao kao antifašist.
Građanski rat u Španjolskoj (1936-1939.) potaknuo je zaoštravanje po liniji fašisti (ustaše) – antifašisti (ljevičari, HSS-ovci, liberali i dr.). Fašističke grupe počele su s izazivanjem nemira i terora na Zagrebačkom Sveučilištu, sprječavanjem skupova studenata drukčije orijentacije, uništavanjem njihovih publikacija, onemogućavanjem pristupa studentskim izborima i slično. Studenti antifašisti organizirali su samoobranu pa su sukobi postajali sve češći – da bi kulminirali ubojstvom Krste Ljubičića kojeg je kukavički nasmrt izbola noževima organizirana grupa fašista ispred studentskog doma u koji se vraćao nakon večere. 
Javnost je bila šokirana i svoje je raspoloženje izrazila masovnim sudjelovanjem na njegovom sprovodu. 
U Zadru, u Arbanasima je od 1960. do 1992. osnovna škola nosila ime Krste Ljubičića, a onda je promijenila ime u OŠ Krune Krstića. Također je i u Zagrebu postojala ulica s njegovim imenom.
U Zagrebu, Prilazu Gjure Deželića 30, u dvorištu dječjeg vrtića koji je nekada nosio ime Krste Ljubičića, nalazi se Krstina bista.
U Zagrebu ispred današnjeg Doma zdravlja u Runjaninovoj ulici tridesetak metara udaljenom od pretežito studentskog okupljališta Krivi put, nalazi se spomen-ploča Krsti Ljubičiću - prvoj žrtvi ustaškog terora na Zagrebačkom sveučilištu. 
Na tome mjestu nalazio se studentski dom u kojemu je Krsto Ljubičić ubijen jer se javno deklarirao kao antifašist. Iako su slova na spomeniku izblijedjela, spomenik je jasno uočljiv.